# Antrocaryon micraster
Antrocaryon micraster är en sumakväxtart som beskrevs av A. Chev. & A. Guillaumin. Antrocaryon micraster ingår i släktet Antrocaryon och familjen sumakväxter. Inga underarter finns listade i Catalogue of Life.